# NGC 4543
NGC 4543 (również PGC 41923) – galaktyka eliptyczna (E3), znajdująca się w gwiazdozbiorze Panny. Odkrył ją John Herschel 27 grudnia 1827 roku. Należy do Gromady w Pannie.